# Melvin O. McLaughlin

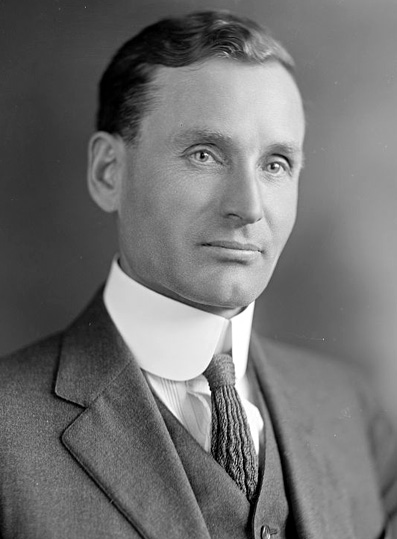
Melvin O. McLaughlin

Melvin Orlando McLaughlin (* 8. August 1876 in Osceola, Clarke County, Iowa; † 18. Juni 1928 in York, Nebraska) war ein US-amerikanischer Politiker. Zwischen 1919 und 1927 vertrat er den vierten Wahlbezirk des Bundesstaates Nebraska im US-Repräsentantenhaus.

## Werdegang
Im Jahr 1884 kam Melvin McLaughlin mit seinen Eltern nach Nebraska. Dort besuchte er die öffentlichen Schulen und die College View High School. Danach studierte er an der Lincoln Normal University und der Nebraska State Normal School in Peru. Zwischen 1895 und 1900 arbeitete er als Lehrer in einer Schule in der Nähe von Lincoln. Danach setzte er seine Ausbildung am Iowa Christian College in Oskaloosa und der heutigen University of Nebraska in Omaha fort. Zum Ende seiner Studienzeit absolvierte er noch das Union Biblical Seminary in Dayton (Ohio). Zwischen 1900 und 1913 war er Pfarrer der Kirche der Vereinigten Brüder in Christo (United Brethren Church) in Omaha. Nach seinem Umzug nach York im Jahr 1913 fungierte er bis 1918 als Präsident des York College.
Politisch wurde McLaughlin Mitglied der Republikanischen Partei. Bei den Kongresswahlen des Jahres 1918 wurde er als deren Kandidat in das US-Repräsentantenhaus gewählt, wo er am 4. März 1919 die Nachfolge von Charles Henry Sloan antrat. Nachdem er bei den folgenden drei Kongresswahlen jeweils in diesem Mandat bestätigt wurde, konnte er bis zum 3. März 1927 im Kongress verbleiben. 1926 unterlag McLaughlin dem Demokraten John N. Norton. Danach zog er sich aus der Politik zurück und widmete sich seinen privaten Geschäften, zu denen auch der Bergbau und das Investmentgewerbe gehörten. McLaughlin starb am 18. Juni 1928 in York.